# Marseilles-lès-Aubigny
Marseilles-lès-Aubigny est une commune française située dans le département du Cher en région Centre-Val de Loire.

## Géographie
Marseilles-lès-Aubigny est située en rive gauche de la Loire, à quelque 20 km en aval de son confluent avec l'Allier, dans le département du Cher.

### Climat
Pour des articles plus généraux, voir Climat du Centre-Val de Loire et Climat du Cher.
En 2010, le climat de la commune est de type climat océanique dégradé des plaines du Centre et du Nord, selon une étude du CNRS s'appuyant sur une série de données couvrant la période 1971-2000. En 2020, Météo-France publie une typologie des climats de la France métropolitaine dans laquelle la commune est exposée à un climat océanique altéré et est dans la région climatique  Centre et contreforts nord du Massif Central, caractérisée par un air sec en été et un bon ensoleillement. 
Pour la période 1971-2000, la température annuelle moyenne est de 11,1 °C, avec une amplitude thermique annuelle de 15,8 °C. Le cumul annuel moyen de précipitations est de 806 mm, avec 12 jours de précipitations en janvier et 7,9 jours en juillet. Pour la période 1991-2020, la température moyenne annuelle observée sur la station météorologique la plus proche, située sur la commune de Marzy à 11 km à vol d'oiseau, est de 11,4 °C et le cumul annuel moyen de précipitations est de 783,5 mm,. Pour l'avenir, les paramètres climatiques de la commune estimés pour 2050 selon différents scénarios d'émission de gaz à effet de serre sont consultables sur un site dédié publié par Météo-France en novembre 2022.

## Urbanisme

### Typologie
Au 1er janvier 2024, Marseilles-lès-Aubigny est catégorisée commune rurale à habitat dispersé, selon la nouvelle grille communale de densité à 7 niveaux définie par l'Insee en 2022.
Elle est située hors unité urbaine. Par ailleurs la commune fait partie de l'aire d'attraction de Nevers, dont elle est une commune de la couronne,. Cette aire, qui regroupe 93 communes, est catégorisée dans les aires de 50 000 à moins de 200 000 habitants,.

### Occupation des sols
L'occupation des sols de la commune, telle qu'elle ressort de la base de données européenne d’occupation biophysique des sols Corine Land Cover (CLC), est marquée par l'importance des forêts et milieux semi-naturels (49,3 % en 2018), une proportion sensiblement équivalente à celle de 1990 (48,8 %). La répartition détaillée en 2018 est la suivante : 
forêts (49,3 %), terres arables (25,2 %), prairies (13,7 %), eaux continentales (6,1 %), zones urbanisées (4,9 %), mines, décharges et chantiers (0,9 %).
L'évolution de l’occupation des sols de la commune et de ses infrastructures peut être observée sur les différentes représentations cartographiques du territoire : la carte de Cassini (XVIIIe siècle), la carte d'état-major (1820-1866) et les cartes ou photos aériennes de l'IGN pour la période actuelle (1950 à aujourd'hui).

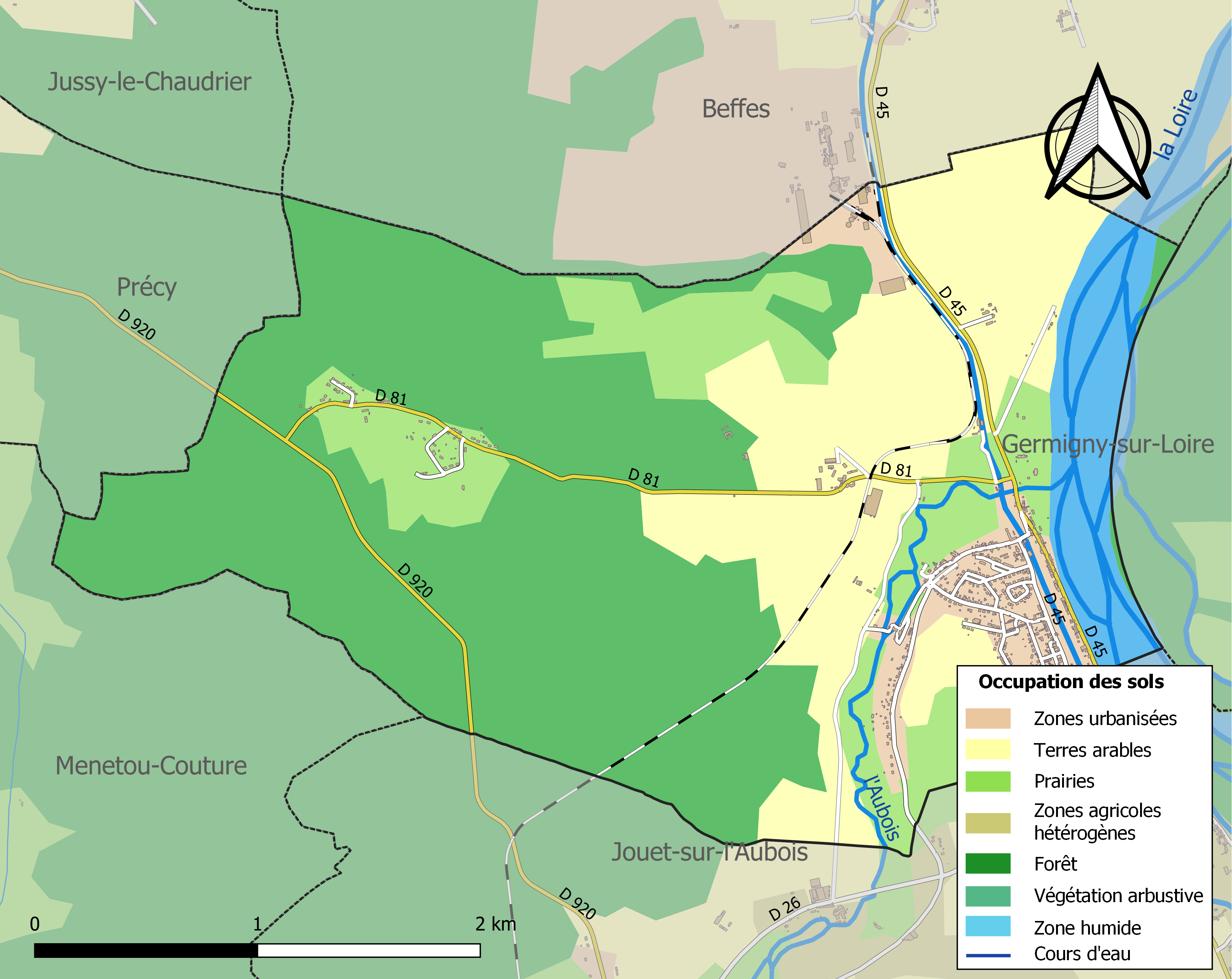
Carte des infrastructures et de l'occupation des sols de la commune en 2018 (CLC).

### Risques majeurs
Le territoire de la commune de Marseilles-lès-Aubigny est vulnérable à différents aléas naturels : météorologiques (tempête, orage, neige, grand froid, canicule ou sécheresse), inondations, mouvements de terrains et séisme (sismicité très faible). Il est également exposé à deux risques technologiques,  le transport de matières dangereuses et la rupture d'un barrage. Un site publié par le BRGM permet d'évaluer simplement et rapidement les risques d'un bien localisé soit par son adresse soit par le numéro de sa parcelle.

#### Risques naturels
Certaines parties du territoire communal sont susceptibles d’être affectées par le risque d’inondation par débordement de cours d'eau, notamment le canal latéral à la Loire, la Loire et l'Aubois. La commune a été reconnue en état de catastrophe naturelle au titre des dommages causés par les inondations et coulées de boue survenues en 1982, 1999, 2001 et 2003,.

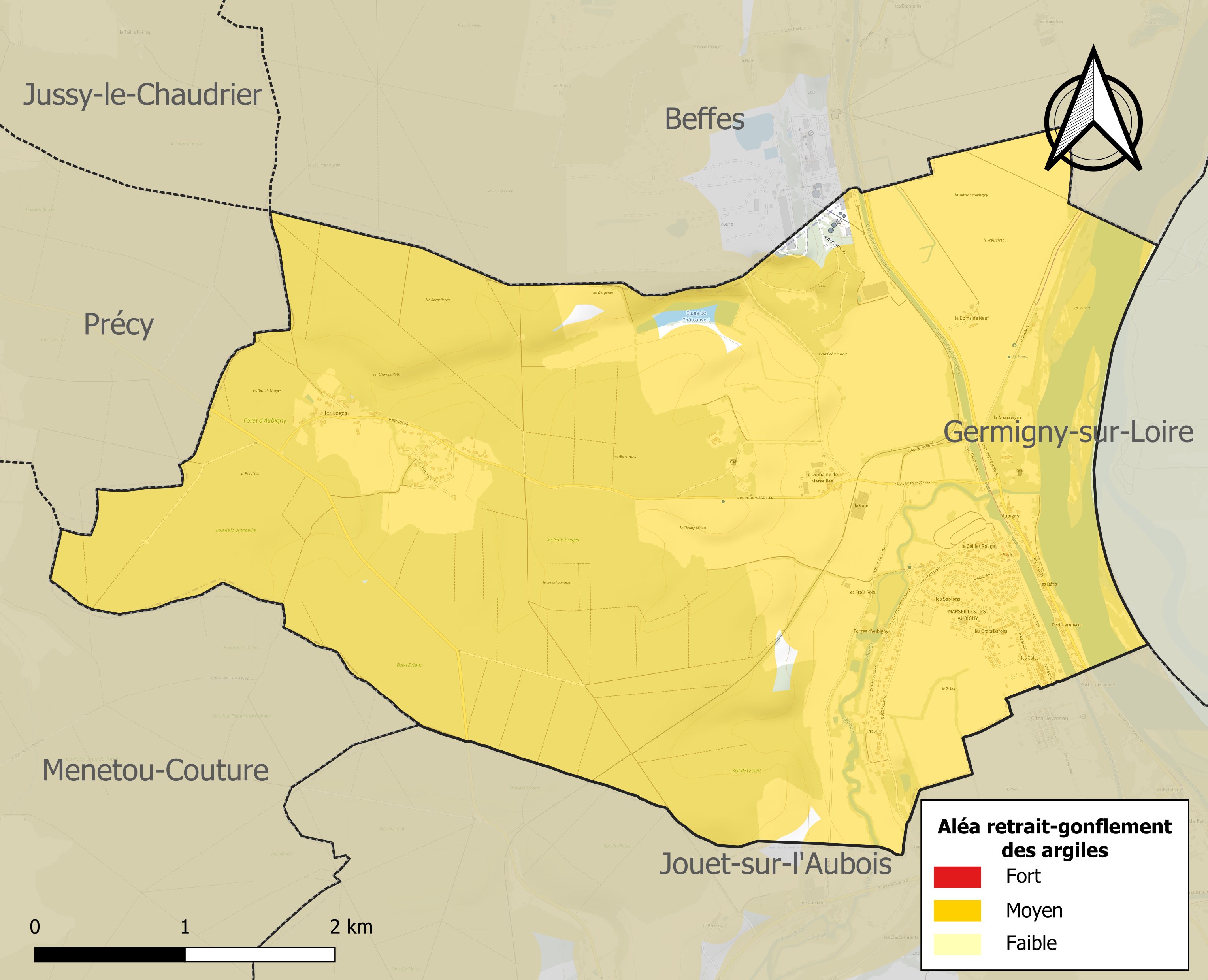
Carte des zones d'aléa retrait-gonflement des sols argileux de Marseilles-lès-Aubigny.

La commune est vulnérable au risque de mouvements de terrains constitué principalement du retrait-gonflement des sols argileux. Cet aléa est susceptible d'engendrer des dommages importants aux bâtiments en cas d’alternance de périodes de sécheresse et de pluie. 98,8 % de la superficie communale est en aléa moyen ou fort (90 % au niveau départemental et 48,5 % au niveau national). Sur les 338 bâtiments dénombrés sur la commune en 2019, 338 sont en aléa moyen ou fort, soit 100 %, à comparer aux 83 % au niveau départemental et 54 % au niveau national. Une cartographie de l'exposition du territoire national au retrait gonflement des sols argileux est disponible sur le site du BRGM,.
Concernant les mouvements de terrains, la commune a été reconnue en état de catastrophe naturelle au titre des dommages causés par des mouvements de terrain en 1999.

#### Risques technologiques
Le risque de transport de matières dangereuses sur la commune est lié à sa traversée par des infrastructures routières ou ferroviaires importantes ou la présence d'une canalisation de transport d'hydrocarbures. Un accident se produisant sur de telles infrastructures est en effet susceptible d’avoir des effets graves au bâti ou aux personnes jusqu’à 350 m, selon la nature du matériau transporté. Des dispositions d’urbanisme peuvent être préconisées en conséquence.
Une partie du territoire de la commune est en outre située en aval d'une digue. À ce titre elle est susceptible d’être touchée par l’onde de submersion consécutive à la rupture de cet ouvrage.

## Toponymie
C’est la navigation, attestée très tôt, qui semble être à l’origine du peuplement de ce coin de val de Loire. Son origine gallo-romaine est Albiniacum, propriété d’un gallo-romain nommé Albinius. En ce qui concerne Marseilles, il s’agit probablement de Massalovico des pièces mérovingiennes trouvées au VIIe siècle.

## Histoire
Au IXe siècle, l’évêque de Nevers Hériman consacre un sanctuaire à saint Aignan dont Aubigny est le siège.
Jusqu'au moins en 1765, le village se nommait Marceilles lez Aubigny, Il apparait également sous ce nom sur la carte de Cassini terminé en 1747.
Situé entre Loire et canal, Marseilles-lès-Aubigny doit son nom à ses origines gallo-romaines : "Albiniacum" et "Massalovico". Elle devient Marseilles-lès-Aubigny-sur-Loire en 1620. En 1822, le canal de Berry est achevé et le percement du canal latéral à la Loire va permettre un essor considérable. A la fin du XXe siècle, la commune est un important centre de tourisme fluvial.
Marseilles-lès-Aubigny, simple hameau des bords de Loire, doit sa croissance à la création du canal latéral à la Loire (1838) et à sa jonction avec celui de Cher (1841). Marseilles est une cité batelière de création relativement récente qui n'avait jusqu'alors que peu à faire avec la Loire.

## Politique et administration

### Liste des maires

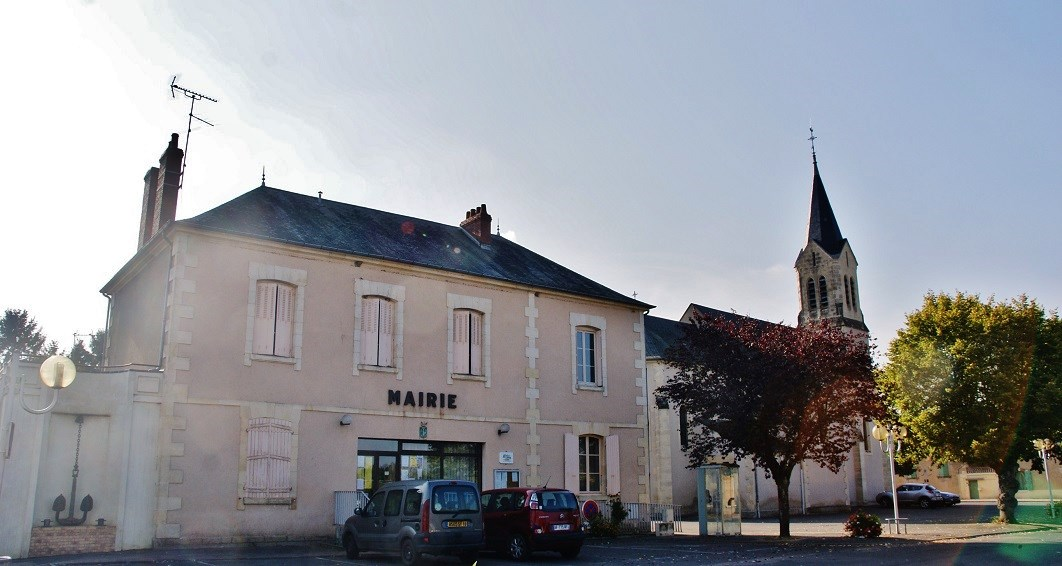
La mairie.

| Période                                  | Période        | Identité              | Étiquette | Qualité                           |
| ---------------------------------------- | -------------- | --------------------- | --------- | --------------------------------- |
| Les données manquantes sont à compléter. |                |                       |           |                                   |
| mars 1977                                | mars 2001      | Jean-Pierre Prudhomme | PCF       |                                   |
| mars 2001                                | septembre 2007 | Anne-Marie Métairie   |           |                                   |
| septembre 2007                           | 2014           | Gilles Cornette       |           |                                   |
| mars 2014                                | mai 2020       | Jean-Pierre Renault   |           | Retraité salarié du secteur privé |
| mai 2020                                 | En cours       | Sylvie Mouton,        |           | Ancienne employée                 |

### Politique de développement durable
La commune s’est engagée dans une politique de développement durable en lançant une démarche d'Agenda 21 en 2003.

## Démographie
L'évolution du nombre d'habitants est connue à travers les recensements de la population effectués dans la commune depuis 1793. Pour les communes de moins de 10 000 habitants, une enquête de recensement portant sur toute la population est réalisée tous les cinq ans, les populations de référence des années intermédiaires étant quant à elles estimées par interpolation ou extrapolation. Pour la commune, le premier recensement exhaustif entrant dans le cadre du nouveau dispositif a été réalisé en 2006.

En 2022, la commune comptait 647 habitants, en évolution de −1,37 % par rapport à 2016 (Cher : −2,48 %, France hors Mayotte : +2,11 %).
| 1793 | 1800 | 1806 | 1821 | 1831 | 1836 | 1841 | 1846 | 1851 |
| ---- | ---- | ---- | ---- | ---- | ---- | ---- | ---- | ---- |
| 284  | 229  | 211  | 314  | 307  | 356  | 360  | 388  | 395  |

| 1856 | 1861 | 1866 | 1872 | 1876 | 1881 | 1886 | 1891 | 1896 |
| ---- | ---- | ---- | ---- | ---- | ---- | ---- | ---- | ---- |
| 440  | 492  | 495  | 570  | 593  | 575  | 549  | 580  | 659  |

| 1901 | 1906 | 1911 | 1921 | 1926 | 1931 | 1936 | 1946 | 1954 |
| ---- | ---- | ---- | ---- | ---- | ---- | ---- | ---- | ---- |
| 684  | 632  | 666  | 632  | 731  | 828  | 650  | 666  | 727  |

| 1962 | 1968 | 1975 | 1982 | 1990 | 1999 | 2006 | 2011 | 2016 |
| ---- | ---- | ---- | ---- | ---- | ---- | ---- | ---- | ---- |
| 913  | 963  | 917  | 876  | 802  | 691  | 682  | 670  | 656  |

| 2021 | 2022 | - | - | - | - | - | - | - |
| ---- | ---- | - | - | - | - | - | - | - |
| 649  | 647  | - | - | - | - | - | - | - |

## Économie
Une ligne ferroviaire de La Guerche-sur-l'Aubois à Marseilles-lès-Aubigny, partiellement électrifiée et greffée sur la ligne de Vierzon à Saincaize, fonctionne uniquement pour le fret et dessert chaque semaine la cimenterie Calcia de Beffes.

## Culture locale et patrimoine

### Lieux et monuments
- Port du canal latéral à la Loire.
- Pont-canal sur l'Aubois.
- Berges de la Loire.
- Canal de Berry.
- On peut y voir amarrée au canal la péniche Le Picardie ayant été utilisée dans la série télévisée L'Homme du Picardie avec Christian Barbier.

### Personnalités liées à la commune
- Auguste Mahaut, promoteur de la navigation intérieure, et notamment de plusieurs projets de canaux d'importance nationale.
- Marc Fromion, homme politique français, député de Seine-et-Marne en 1981.